# دلی (شرکت)
دِلی (به چینی: 得力)، (به انگلیسی: Deli)، یک شرکت تولیدکنندهٔ نوشت‌افزار است که دفتر مرکزی آن در نانگبو، چجیانگ در چین است. این شرکت با فروش محصولاتش به بیش از ۴۵،۰۰۰ فروشگاه خرده‌فروشی در کشور چین، یکی از بزرگ‌ترین تولیدکنندگان نوشت‌افزار است.
از محصولات دلی شامل انواع چسب، منگنه و پانچ، ابزار بایگانی، ماشین‌حساب، لوازم اداری، کاغذ، لوازم تحریر و غیره است.